# دنيدن
دنيدن (بالإنجليزية: Dunedin)‏ هي مدينة في جنوب نيوزيلندا، والمدينة الرئيسية في منطقة أوتاجو. دنيدن ثاني أكبر مدن الجزيرة الجنوبية بنيوزيلندا. حسب إحصاء يونيو 2011 يبلغ عدد سكان المدينة 126,000.

## المناخ
يظهر الجدول التالي التغييرات المناخية على مدار السنة لدنيدن:
| البيانات المناخية لـدنيدن          | البيانات المناخية لـدنيدن | البيانات المناخية لـدنيدن | البيانات المناخية لـدنيدن | البيانات المناخية لـدنيدن | البيانات المناخية لـدنيدن | البيانات المناخية لـدنيدن | البيانات المناخية لـدنيدن | البيانات المناخية لـدنيدن | البيانات المناخية لـدنيدن | البيانات المناخية لـدنيدن | البيانات المناخية لـدنيدن | البيانات المناخية لـدنيدن | البيانات المناخية لـدنيدن |
| الشهر                              | يناير                     | فبراير                    | مارس                      | أبريل                     | مايو                      | يونيو                     | يوليو                     | أغسطس                     | سبتمبر                    | أكتوبر                    | نوفمبر                    | ديسمبر                    | المعدل السنوي             |
| ---------------------------------- | ------------------------- | ------------------------- | ------------------------- | ------------------------- | ------------------------- | ------------------------- | ------------------------- | ------------------------- | ------------------------- | ------------------------- | ------------------------- | ------------------------- | ------------------------- |
| متوسط درجة الحرارة الكبرى °م (°ف)  | 18.9 (66.0)               | 18.6 (65.5)               | 17.3 (63.1)               | 15.3 (59.5)               | 12.7 (54.9)               | 10.6 (51.1)               | 10.0 (50.0)               | 11.2 (52.2)               | 13.2 (55.8)               | 14.7 (58.5)               | 16.1 (61.0)               | 17.3 (63.1)               | 14.6 (58.3)               |
| المتوسط اليومي °م (°ف)             | 15.3 (59.5)               | 15.0 (59.0)               | 13.7 (56.7)               | 11.7 (53.1)               | 9.3 (48.7)                | 7.3 (45.1)                | 6.6 (43.9)                | 7.7 (45.9)                | 9.5 (49.1)                | 10.9 (51.6)               | 12.4 (54.3)               | 13.9 (57.0)               | 11.1 (52.0)               |
| متوسط درجة الحرارة الصغرى °م (°ف)  | 11.6 (52.9)               | 11.5 (52.7)               | 10.2 (50.4)               | 8.2 (46.8)                | 5.9 (42.6)                | 4.0 (39.2)                | 3.1 (37.6)                | 4.2 (39.6)                | 5.9 (42.6)                | 7.2 (45.0)                | 8.6 (47.5)                | 10.4 (50.7)               | 7.6 (45.7)                |
| الهطول مم (إنش)                    | 72.9 (2.87)               | 67.8 (2.67)               | 64.0 (2.52)               | 50.9 (2.00)               | 64.7 (2.55)               | 57.9 (2.28)               | 57.1 (2.25)               | 55.7 (2.19)               | 48.3 (1.90)               | 61.7 (2.43)               | 56.4 (2.22)               | 80.2 (3.16)               | 737.6 (29.04)             |
| متوسط أيام هطول الأمطار (≥ 1.0 mm) | 9.7                       | 8.5                       | 8.9                       | 8.3                       | 9.8                       | 9.4                       | 9.3                       | 9.6                       | 8.7                       | 10.1                      | 10.0                      | 12.0                      | 114.2                     |
| متوسط الرطوبة النسبية (%)          | 74.2                      | 77.6                      | 77.1                      | 76.9                      | 79.5                      | 79.7                      | 80.2                      | 77.6                      | 72.1                      | 71.6                      | 70.6                      | 73.2                      | 75.9                      |
| ساعات سطوع الشمس الشهرية           | 179.6                     | 158.0                     | 146.1                     | 125.9                     | 108.4                     | 95.3                      | 110.6                     | 122.2                     | 136.8                     | 165.5                     | 166.9                     | 168.3                     | 1٬683٫7                   |
| المصدر: NIWA Climate Data          |                           |                           |                           |                           |                           |                           |                           |                           |                           |                           |                           |                           |                           |

## توأمة
لدنيدن اتفاقيات توأمة مع كل من:
- إدنبرة (1974 - )
- شانغهاي (1994 - )
- بورتسموث
- أوتارو

## أعلام
- جانيت فريم
- ديفيد فورسيث
- توماس ماكنزي
- رايموند روبرت فورستر
- ألان دال

## وصلات خارجية
- الموقع الرسمي لمجلس المدينة